# サン・ミケーレ・モンドヴィ
サン・ミケーレ・モンドヴィ（伊: San Michele Mondovì）は、イタリア共和国ピエモンテ州クーネオ県にある、人口約1,900人の基礎自治体（コムーネ）。

## 地理

### 位置・広がり
| 隣接するコムーネは以下の通り。 - レゼーニョ - モンバジーリオ - モナステローロ・カゾット - ニエッラ・ターナロ - トッレ・モンドヴィ - ヴィコフォルテ |

#### 地震分類
イタリアの地震リスク階級 (it) では、4 に分類される
。

## 行政

### 分離集落
サン・ミケーレ・モンドヴィには、以下の分離集落（フラツィオーネ）がある。
- San Paolo, Tetti casotto, Piana Gatta, Piagge, San Cristoforo